# Fincantieri Calcio
La Fincantieri Calcio, dal 1946 al 1985 nota come Cantieri Navali, è stata una squadra di calcio di Palermo. Nacque come società dopolavoristica per gli operai dei cantieri navali di Palermo: sia il campo di gioco che la sede sociale si trovano infatti all'interno dell'area dei cantieri, nel rione dell'Acquasanta, in via Calcedonio Giordano.
I colori sociali della squadra erano il rosso e il blu.

## Storia

Cantieri Navali 1970-1971

Fu fondata nel 1946 con il nome di Cantieri Navali Riuniti e partecipò alla Serie C nella stagione 1947-1948, retrocedendo subito. La squadra era diretta da Giuseppe Brancatello, sostituito poi da Ciccio Santostefano; il presidente era Giuseppe Görner.
Dopo un periodo di assenza dai campionati federali, nel 1957 la squadra venne nuovamente affiliata alla FIGC. A partire dal 1967-1968, il Cantieri Navali cominciò il suo periodo migliore, durante il quale disputò 11 campionati consecutivi di Serie D, record per le squadre della città di Palermo.
Nel 1970-1971 la squadra, guidata da Carmelo Del Noce, fu anche protagonista di uno spareggio per la promozione in Serie C contro il Siracusa: entrambe le squadre chiusero al primo posto il campionato e, dopo due incontri in campo neutro, terminati dopo i tempi supplementari rispettivamente 0-0 allo Stadio Giovanni Celeste di Messina e 1-1 all'Arturo Collana di Napoli, la vittoria fu assegnata dalla sorte al Siracusa dopo il lancio di una moneta.
Nel 1977-1978 i rosso-blu vissero la loro ultima apparizione nell'allora quarto livello del calcio italiano. Bisognerà attendere la vittoria del girone ovest dell'Eccellenza Sicilia nel 2002-2003 per rivedere la squadra in Serie D. La Fincantieri, come fu ribattezzata la squadra in ossequio alla proprietà dei cantieri navali di Palermo, fu protagonista nel 2003-2004 di un campionato mediocre, retrocedendo infine dopo la disputa dei play-out. Proprio i play-out consentirono, nel 2004-2005, di evitare una seconda retrocessione consecutiva e di conquistare la salvezza in Eccellenza.
Nel 2005, però, la Fincantieri decise di dedicarsi esclusivamente ad attività a livello di settore giovanile, abbandonando di fatto i campionati maggiori.

## Stadio
La Fincantieri giocava le sue partire interne al campo dell'Acquasanta, situato all'interno dell'area dei cantieri e dotato di una capienza di circa 1000 spettatori. Allestito negli anni '50 dagli stessi lavoratori, delimitato solo da un pezzo di corda, negli anni seguenti l'impianto venne a poco a poco migliorato, al punto che negli anni '70 perfino il grande Gigi Riva ne tesserà le lodi. Progressivamente però il campo ha visto peggiorare le proprie condizioni. Nel campionato di Serie D 2003-2004 la Fincantieri ha disputato alcune delle proprie partite interne al Velodromo Paolo Borsellino di Palermo.

## Settore giovanile
Quello della Fincantieri è stato sempre considerato come uno dei maggiori vivai per i giovani calciatori siciliani. A testimonianza del grande impegno profuso nel settore giovanile i rosso-blu possono vantare la vittoria dello scudetto nella categoria allievi dilettanti, titolo ottenuto nella stagione 2003-2004; inoltre nelle stagioni 2007-2008 e 2010-2011 i cantierini hanno raggiunto nuovamente la finale nazionale della stessa categoria perdendo in entrambe le occasioni. Parecchi suoi giocatori sono diventati in seguito calciatori professionisti.

## Palmarès

Il lancio della monetina che sancì la sconfitta nello spareggio-promozione per la Serie C, 6 giugno 1971.

### Competizioni regionali
- Eccellenza: 1

2002-2003 (girone A)
- Prima Categoria: 2

1966-1967 (girone A), 1999-2000
- Seconda Categoria: 1

1990-1991

### Competizioni giovanili
- Campionato Allievi Dilettanti: 1

2003-2004

## Statistiche

### Partecipazioni ai campionati nazionali
| Livello | Categoria | Partecipazioni | Debutto   | Ultima stagione | Totale |
| ------- | --------- | -------------- | --------- | --------------- | ------ |
| 3º      | Serie C   | 1              | 1947-1948 | 1947-1948       | 1      |
| 4º      | Serie D   | 11             | 1967-1968 | 1977-1978       | 11     |
| 5º      | Serie D   | 1              | 2003-2004 | 2003-2004       | 1      |

### Partecipazioni alle coppe nazionali
| Competizione         | Partecipazioni | Debutto   | Ultima stagione |
| -------------------- | -------------- | --------- | --------------- |
| Coppa Italia Serie D | 1              | 2003-2004 | 2003-2004       |